# Chrissy Lee
Christine „Chrissy“ Lee (eigentlich Christine Leeworthy, * 17. Juni 1943 in Colchester, Essex) ist eine britische Pop- und Jazzmusikerin (Schlagzeug) und Bandleaderin.

## Leben und Wirken
Lee, die zunächst in Orchestern der Heilsarmee spielte, trat mit 12 Jahren in der Carroll Levis Discovery Show auf, einer Talentshow der BBC. Ein Jahr später wurde sie Mitglied der Swingband Lena Kidd Seven. Mit 16 Jahren zog sie nach London, mit 17 Jahren wurde sie Schlagzeugerin bei Ivy Benson, mit deren Orchester sie Vokalisten wie Dinah Washington, Frank Sinatra junior, Fats Domino, Caterina Valente und Tom Jones begleitete. Nach fünf Jahren bei Benson gründete sie 1963 mit fünf anderen Musikerinnen aus diesem Orchester die Formation The Beat Chics, die The Beatles bei ihrer ersten Spanien-Tournee unterstützte und deren Coverversion des Bill-Haley-Titels Skinny Minie international erfolgreich war. 1965 legte Lee mit den Beat Chics eine EP vor, die in den spanischen und auch in den lateinamerikanischen Charts erfolgreich war.
Dann kehrte Lee zu Benson zurück, um in den späten 1960er Jahren Mitglied der Mike Holly Big Band zu werden; dann gründete sie das Septett Christine Lee Set, das musikalisch von Blood, Sweat & Tears beeinflusst war und vorwiegend Engagements in Hotels hatte, etwa im Sheraton in Kairo, wo sie auch im ägyptischen Fernsehen auftrat. Später spielte sie mit ihrer Band im The Top of the Carlton Hotel in Johannesburg, mit ihrer zwölfköpfigen Chrissy Lee Band im Lyceum in London. Sie leitete dann kleinere Bands und war außerdem als musikalische Leiterin für Roy Castle, Ken Dodd und Bob Monkhouse tätig. Die 1990er Jahre hindurch leitete sie die Bigband The Crissy Lee and Her All-Female Orchestra, mit der sie u. a. auch auf dem Cork Jazz Festival gastierte. Dann leitete sie gemeinsam mit Kellie Santin das West Coast Quartet.
Lee trat in zahlreichen britischen Fernsehshows auf, wie der Cilla Black Show, Russell Harty Show, David Frost Chart Show, Jack Parnell Big Band Special und im Jahr 2020  Britain’s Got Talent.

## Lexikalische Einträge
- John Chilton: Who Is Who in British Jazz London 2005, ISBN 0-8264-7234-6.